# Pulsatrix melanota
El lechuzón acollarado grande (Pulsatrix melanota), también denominado búho barrado (Colombia), búho de vientre bandeado (en Colombia y Perú), búho ventribandeado (en Colombia), lechuzón barreado (en Colombia) o lechuzón de anteojos listado es una especie de ave estrigiforme perteneciente al género Pulsatrix que integra la familia Strigidae. Es nativo de América del Sur.

## Descripción
Mide 42 cm. Tiene los “anteojos” canela-anteados, ojos pardos; partes ventrales totalmente barradas de blanco-anteado y herrumbroso. Alas y escapulares barradas de ante; collar pectoral con escamado difuso; cola gris negruzca con dos finas barras blanquecinas, contrastantes. Algunos individuos exhiben características intermedias y se asemejan más al lechuzón acollarado chico (Pulsatrix koeniswaldiana). Por arriba es mayormente pardo oscuro, más oscuro en la cabeza y pecho, con plumas con estrechos bordes negros en las partes superiores. Los juveniles son mayormente amarillo pardusco, con canela hacia abajo de las partes inferiores, alas pardas, y pardo chocolate en abanico atrás de los ojos para formar el disco facial.

## Distribución y hábitat
Se distribuye a lo largo de los faldeos orientales de los Andes en Bolivia, Colombia, Ecuador y Perú.

Habita en selvas montanas húmedas tropicales, bosques abiertos. Entre los 700 y los 1600 m s. n. m., a veces a menor altitud.

## Comportamiento
Caza nocturnamente una variedade de presas a partir de una percha expuesta.

### Vocalización
Emite una serie de ululados amortiguados, más alto y más rápido que los del lechuzón de anteojos (Pulsatrix perspicillata).

## Sistemática

### Descripción original
La especie P. melanota fue descrita por primera vez por el naturalista suizo Johann Jakob von Tschudi en 1844 bajo el nombre científico Noctua melanota; localidad tipo «Perú».

### Taxonomía
Posiblemente forma una superespecie con Pulsatrix koeniswaldiana a quien algunos consideran ser una subespecie de la presente, pero la morfología y la vocalización difieren. La validad de la subespecie philoscia es incierta.

### Subespecies
Según la clasificación del Congreso Ornitológico Internacional (IOC) (Versión 4.4, 2014) y Clements Checklist 6.9, se reconocen 2 subespecies, con su correspondiente distribución geográfica:
- Pulsatrix melanota melanota (Tschudi), 1844 - posiblemente sureste de Colombia; este de Ecuador, y norte al sureste del Perú.
- Pulsatrix melanota philoscia Todd, 1947 - centro oeste de Bolivia.